# 傑利達
36°12′N 2°05′E / 36.200°N 2.083°E
傑利達（阿拉伯语：‎），是阿爾及利亞的城鎮，位於該國北部艾因迪夫拉省，是傑利達區的首府，面積221平方公里，2008年人口36,076，人口密度每平方公里163人。